# Crank Yankers
Crank Yankers er en amerikansk sitcom for voksne, der er skabt af Adam Carolla, Jimmy Kimmel, og Daniel Kellison for Comedy Central.